# Унцијал 0320
Унцијал 0320 (по Грегори-Аландовом нумерисању), је двојезични грчко-латински унцијални рукопис Новог завета на пергаменту. Палеографски је датиран у 10. век. Раније је био означен као Dabs2. Рукопис је веома фрагментаран.
Посебно је значајан као један од два примерка који јасно показују доказе да су имали Кларомонтанус као узор.

## Опис
Грчки текст кодекса је представник западног типа текста . 
Курт Аланд га је ставио у Категорију III  (Аландов профил 139 1 30 1/2 44 2 35 С ). 
Кодекс садржи мале текстове Посланице Ефесцима 1:3–9; 2:11–18, на шест пергаментних листова величине 36,8 × 22 cm (14,5 × 8,7 in) . 
Текст се пише у једној колони по страници, 42 реда по страници. 

## Историја
Тренутно га ИНТФ датира у 10. век и налази се у Хесишки државни архив у Марбургу.